# Amerigo Manzini
Amerigo Manzini (Livorno, 27 settembre 1883 – Firenze, 8 ottobre 1978) è stato un giornalista, commediografo, attore e filatelista italiano.

## Biografia
Laureato in lettere, esordì nel giornalismo nel 1904 presso il quotidiano livornese Il Telegrafo, per poi passare ad altre testate, tra queste la Gazzetta del Popolo (dove fu redattore), La Lettura e la rivista teatrale Comœdia.
Nel corso degli anni dieci collaborò per il teatro, come autore di alcune commedie come Malavita, Che non perdona e TSF. Parallelamente si avvicinò pure al cinema, sia come interprete che come sceneggiatore in una decina di film girati dal 1912 al 1921. Unico film da regista fu La musa del pianto e quella del sorriso del 1917.
Durante la prima guerra mondiale il 2 luglio 1916, quando era un ufficiale di complemento dell'arma di fanteria del Regio Esercito viene inviato nel Corpo Aeronautico militare al battaglione scuole aviatori come aspirante allievo ed il 3 agosto 1917 il Tenente Manzini arriva in zona di guerra come osservatore di aeroplano alla 26ª Squadriglia del Campo di aviazione di Casoni di Mussolente sui Savoia-Pomilio SP.3.
Dopo la Battaglia di Caporetto, alla metà di dicembre passa alla 139ª Squadriglia del Campo di aviazione di San Pietro in Gu sui velivoli Pomilio ma poi subito riassegnato alla 23ª Squadriglia di Marcon sui Savoia-Pomilio.
Nel 1918 va anche in Francia negli Uffici della Propaganda all'estero.
Al 4 novembre 1918, data dell'Armistizio di Villa Giusti, il Capitano Manzini era nella 112ª Squadriglia di Castenedolo (poi Aeroporto di Brescia-Montichiari) sui Pomilio PE.
Fu anche scrittore, e a partire dagli anni venti fece delle pubblicazioni, novelle come Ucciditi per me! e Le cocottes e il signor Fu, e profili biografici su Ruggero Ruggeri, Emma Gramatica, Gemma Vercelli e Arturo Ferrarin. Collaborò anche come traduttore per diverse case editrici e dal 1920 diresse lo Studio Letterario Italiano di Torino.
Sposato con l'attrice Italia Almirante, famosa diva del cinema muto, alla fine degli anni trenta seguì la moglie nella sua tournée in Sudamerica, ove collaborò per alcuni quotidiani. Rimasto vedovo, tornò in Italia.
Nel dicembre 1938 il Maggiore dell'Arma Aeronautica Ruolo Servizi (A.A.r.s.) Manzini era all'Aeroporto di Poggio Renatico della Regia Aeronautica che era sede di una scuola di volo per alianti dell'aeronautica, al 30 giugno 1939 era Comandante dell'aeroporto di Poggio Renatico che al 10 giugno 1940 era un Deposito Centrale Aeroplani (Ferrara-Poggio Renatico).
Il 2 ottobre 1939 viene nominato Cavaliere dell'Ordine della Corona d'Italia.
Al 29 dicembre 1942 il Tenente Colonnello Manzini comanda il 12° Magazzino Aeronautico di Poggio Renatico.
Nei suoi ultimi anni di vita fu membro dell'Accademia Italiana di Filatelia e Storia Postale.

## Pubblicazioni

### Novelle, drammi e romanzi
- Ucciditi per me! - Bologna-Trieste, L. Cappelli editore (1920)
- Le cocottes e il signor Fu - Torino (1930)
- Con le ali d'Italia - Torino (1930)
- La canzone del Piave - Livorno, Il Raccoglitore (1936)
- La vergine donata - Milano, Sonzogno (1941)
- Forse domani il sole - Milano, Gastaldi (1955)

### Profili biografici
- Ruggero Ruggeri - Milano, Modernissima (1920)
- Emma Gramatica - Milano, Modernissima (1925)
- Arturo Ferrarin - Milano, Casa editrice O. Zucchi (1940)

## Filmografia parziale

### Attore
- La miniera di ferro, regia di Oreste Mentasti (1912)
- Addio giovinezza!, regia di Nino Oxilia (1913)
- Cabiria, regia di Giovanni Pastrone (1914)
- La rivincita, regia di Eugenio Testa (1914)
- L'emigrante, regia di Febo Mari (1915)
- Il predone dell'aria, regia di Alberto Traversa (1916)
- L'incendio dell'Odeon, regia di Eugenio Perego (1917)
- La cugina, regia di Gero Zambuto (1920)

### Sceneggiatore
- La più bella donna del mondo, regia di Luigi Mele (1920)
- La cavalcata del capriccio, regia di Luigi D'Alba Vecchi (1921)
- Il crisantemo macchiato di sangue, regia di Domenico Di Maggio (1921)